# Procambarus oaxacae
Procambarus oaxacae är en kräftdjursart som beskrevs av Hobbs 1973. Procambarus oaxacae ingår i släktet Procambarus och familjen Cambaridae. IUCN kategoriserar arten globalt som livskraftig.

## Underarter
Arten delas in i följande underarter:
- P. o. oaxacae
- P. o. reddelli